# Henrik Santesson (geolog)
Gustaf Henrik Santesson, född 3 september 1847 i Varberg, död 14 oktober 1915 i Stockholm, var en svensk geolog.
Henrik Santesson var son till apotekaren Bernhard Theodor Santesson och brorson till Carl Gustaf Santesson. Han blev student vid Lunds universitet 1866, 1873 filosofie kandidat och 1877 filosofie doktor. Han erhöll 1872 anställning som biträdande geolog (och kemist) vid Sveriges Geologiska Undersökning samt blev 1876 ordinarie geolog med tjänstgöring som kemist till 1901, då han förordnades att vara aktuarie vid Sveriges Geologiska Undersökning, en befattning han innehade till 1914. Santesson deltog 1873–1875 i fältarbetet för de geologiska så kallade bergslagsundersökningarna (1872–1882) i Örebro län, utförde revideringsarbeten där 1882 och medverkade 1876–1884 vid fältarbeten i även andra delar av Sverige. Ganska snart måste han dock helt ägna sig åt sitt arbete som kemist. Santessons enda publikation som fältgeolog blev därför hans omfattande allmänna geologiska beskrivning, under medverkan av Albert Blomberg och Birger Santesson, till den av Sveriges Geologiska Undersökning 1883 utgivna geologiska kartan i skalan 1: 100.000 över berggrunden inom de malmförande trakterna i norra delen av Örebro län. Vad bergartsanalyserna beträffar, sammanställde och bearbetade Santesson 1877 de intill den tiden existerande analyserna av svenska gnejser, leptiter och hälleflintor som doktorsavhandling. Någon fortsättning på den skriften han Santesson inte med, utan de flesta av hans mer än 2.600 analyser av svenska berg- och jordarter återfinns enbart i skrifter av andra författare. Som aktuarie lade han bland annat sista handen vid SGU:s utgående publikationer, och som bibliotekarie från 1876, utvecklade han genom ett omfattande publikationsutbyte främst med utlandet, SGU:s bibliotek till ett välförsett geologiskt fackbibliotek. På uppdrag av Geologiska Föreningen upprättade han generalregister över årgångarna 1872–1909 av föreningens förhandlingar. Han deltog i redigerandet av tidskriften Ymer, utarbetade ett generalregister (1914) över årgångarna 1881–1910 av denna samt nedlade under förberedelserna till den internationella geologkongressen i Stockholm 1910 ett betydelsefullt arbete på redigering av flera av kongressens viktigaste och mest uppmärksammade publikationer.